# Heinrich Braune
Heinrich Braune (* 8. November 1904 in Lüneburg; † 14. November 1990 in Hamburg) war der erste Chefredakteur der Hamburger Morgenpost (Mopo).

## Leben
Braune trat 1922 als 18-Jähriger unter dem Eindruck des Kapp-Putsches in die SPD ein. Er legte 1924 das Lehrerexamen ab und studierte anschließend Psychologie, Philosophie und Volkswirtschaft. Bereits im darauf folgenden Jahr wurde er Redakteur beim Hamburger Echo und leitete das Feuilleton. Darüber hinaus arbeitete er als Sonderkorrespondent für verschiedene Blätter im Ausland und als Auslandskorrespondent für den damals noch jungen Rundfunk. Mit dem Verbot der Parteizeitung verlor Heinrich Braune seine wirtschaftliche Existenz. Vermutlich nahm er als bisheriger Mitarbeiter an der Echo-Versammlung teil.
Die Nazis erteilten dem Journalisten Braune im Januar 1933 Berufsverbot. Er war zeitweise im Konzentrationslager Fuhlsbüttel interniert. Braune wurde verschiedene Male seit dem Sommer 1933 verhaftet und im Stadthaus verhört. Er war an der Ausschleusung von Flüchtlingen nach Dänemark beteiligt. Trotz Folter gab er keine Informationen weiter. Auch erteilten sie ihm zeitweise ein Aufenthaltsverbot für Hamburg.
Vor dem Zweiten Weltkrieg ging Braune einige Jahre zur Filmwirtschaft. Er wurde zum Militärdienst eingezogen, kämpfte beim Krieg gegen die Sowjetunion und kam in sowjetische Kriegsgefangenschaft.
Nach dem Zweiten Weltkrieg versuchte er sich als Drehbuchschreiber und schrieb das Exposé für den Kulturfilm „Hamburg glaubt an seine Zukunft“.
1948 war er als stellvertretender Chefredakteur des Hamburger Echo tätig, 1949 wurde Braune der erste Chefredakteur der Hamburger Morgenpost. Diese Boulevard-Tageszeitung mit einer Auflage von 6000 Exemplaren war von der Hamburger SPD gegründet worden; sie erschien erstmals am 16. September 1949 und wurde im Verlag der traditionsreichen Hamburger SPD-Parteizeitung Hamburger Echo verlegt. Braune war bis 1968 Chefredakteur. Bis 1986 fungierte er als Herausgeber dieser Zeitung. Er war ebenfalls Herausgeber der Zeitschrift „Hanse-Art“.
Die Hamburger Morgenpost erreichte in der Ära Braune eine verkaufte Auflage von 469.000 Exemplaren. Braune engagierte sich in der SPD, für die er erfolglos bei der Bundestagswahl 1957 kandidierte. Er war der Partei auch in späteren Jahren, unter anderem als Ratgeber der Parteiführung, verbunden.